# Declan Hill
Declan Hill (1972) è un giornalista e consulente canadese esperto di corruzione in ambito sportivo.
Nel 2008, Hill, come studente Chevening, ha conseguito il dottorato in Sociologia presso l'Università di Oxford.
Il suo libro Calcio mafia è apparso in quindici lingue. Il libro delinea il nuovo pericolo per lo sport internazionale posto dalla globalizzazione del mercato del gioco d'azzardo, compresi eventuali partite truccate ai massimi livelli del calcio professionale.
Hill è anche un recensore per il Global Integrity e ha sondato l'impatto della mafia russa sull'hockey su ghiaccio professionale.

## I primi anni
Laureato alla Scuola Nazionale di Teatro del Canada, il Trinity College (Toronto) e dell'Università di Oxford. Hill ha recitato in ruoli minori al Festival di Shaw e altri teatri canadesi, poi in India, nella serie televisiva Doordshan 'Bhaarat ek Khoj'. A causa delle sue esperienze in una clinica di strada di Calcutta, lo ha progressivamente allontanato dal teatro, diventando uno dei volontari fondatrici della sezione canadese di Medici senza frontiere (MSF) e si muove nel giornalismo.  Hill ha lavorato per la Canadian Broadcasting Corporation (CBC), come giornalista investigativo al programma di punta 'The Fifth Estate' e poi come presentatore per Newsworld International. I suoi programmi e articoli sono apparsi in Radio e nel BBC World Service della BBC Radio 4, nel Guardian, nel Telegraph Domenica (Londra) e in vari punti vendita dei nuovi media.

## Altri lavori
Prima di pubblicare The Fix (in Italia Calcio mafia), Hill ha completato documentari sugli omicidi dei giornalisti filippini, l'uccisione del capo della mafia canadese, le faide in Kosovo, la pulizia etnica in Iraq, le religioni pagane in Bolivia e sui delitti d'onore in Turchia.
Ha anche realizzato delle presentazioni per varie organizzazioni, tra cui il Comitato Olimpico Internazionale (CIO), il Consiglio d'Europa, la Federcalcio olandese (KNVB) e l'Australia e la Nuova Zelanda Sport Lawyers Association. Hill è anche il vincitore del Canadian Association of Journalists Award 2007 per il miglior documentario radiofonico di indagine ed è uno dei vincitori del premio  Amnesty International Canada 2003 Media Award. Nel 2009, Hill ha vinto il premio “Play the Game”, come l'individuo che ha meglio rafforzato i valori etici fondamentali dello sport.
Nel suo tempo libero, Hill è un pugile dilettante appassionato e conduce gruppi di pugili a livello  ricreativo e competitivo per la formazione a L'Avana, Cuba.